# 日本聖化基督教団
日本聖化基督教団(にほんせいかきりすときょうだん)は1940年に成立したプロテスタントの団体である。
1940年10月17日に全国基督教信徒大会での大合同宣言および教会合同準備委員会参加していた、日本自由メソヂスト教会、日本ナザレン教会東部部会、日本ナザレン教会西部部会、日本同盟基督協会、世界宣教団の五つの教派は合同して「日本聖化基督教団」と称した。
1940年11月7日に大阪の自由メソヂスト神学校において合同大会を開催し、教団を正式に組織した。1941年6月に日本基督教団が成立する際には、第8部として加入した。